# Loisthodon
Loisthodon is een geslacht van weekdieren uit de klasse van de Gastropoda (slakken).

## Soort
- Loisthodon benhami (Suter, 1909)